# Großmittel
Großmittel ist eine Ortschaft (Dorf) in der Katastralgemeinde Haschendorf in der Stadt Ebenfurth, Niederösterreich.

## Geografie
Die Siedlung liegt zwei Kilometer westlich von Haschendorf und drei Kilometer westlich von Ebenfurth an der Landesstraße  L159 und wird von der Jansa-Kaserne dominiert. Am 1. Jänner 2024 gab es in Großmittel 11 mit Hauptwohnsitz gemeldete Personen. Im Franziszeischen Kataster von 1819 ist Großmittel als Mittelpunkt des Truppenübungsplatzes verzeichnet.

## Geschichte
Es wurde angenommen, dass die Namensgebung Großes Mittel zum weitläufigen Heidegebietes im Steinfeld zwischen den Gemeinden Eggendorf, Ebenfurth, Pottendorf, Blumau und Sollenau aus der Grenzziehung zwischen der Steiermark und Österreich stammt. Das Heidegebiet ist auch heute kein Siedlungsplatz. Am 24. Mai 1192 wurde der Babenberger Herzog Leopold V. vom Staufer Kaiser Heinrich VI. mit der Steiermark belehnt und die Stadt Wiener Neustadt gegründet, dabei verschob sich die Grenze zwischen Österreich und der Steiermark nach Süden an den Semmering-Pass.
Das ca. 20 km² große Heidegebiet ist das größte Trockenrasengebiet Europas. Der größte Teil des Gebietes ist militärisches Sperrgebiet und daher nicht zugänglich. Die  Jansa-Kaserne  ist Standort des Panzergrenadierbataillons 35 sowie einer Munitionsanstalt und des Amtes für Wehrtechnik.
Siehe auch: Explosionskatastrophe in Großmittel 1917

Das große Mittel und das kleine Mittel als Teil der militärischen Anlagen im Steinfeld, um 1873 (rechter Kartenteil)